# Ейвері (Каліфорнія)
Ейвері (англ. Avery) — переписна місцевість (CDP) в США, в окрузі Калаверас штату Каліфорнія. Населення — 636 осіб (2020).

## Географія
Ейвері розташоване за координатами 38°11′38″ пн. ш. 120°22′45″ зх. д. / 38.19389° пн. ш. 120.37917° зх. д. (38.193860, -120.379071).  За даними Бюро перепису населення США в 2010 році переписна місцевість мала площу 11,66 км², уся площа — суходіл.

## Демографія
Згідно з переписом 2010 року, у переписній місцевості мешкало 646 осіб у 281 домогосподарстві у складі 178 родин. Густота населення становила 55 осіб/км².  Було 388 помешкань (33/км²).
Расовий склад населення:
| - 93,5 % — білих - 1,1 % — корінних американців - 0,8 % — чорних або афроамериканців - 0,5 % — азіатів - 0,2 % — вихідців з тихоокеанських островів |

До двох чи більше рас належало 3,7 %. Частка іспаномовних становила 5,9 % від усіх жителів.
За віковим діапазоном населення розподілялося таким чином: 20,0 % — особи молодші 18 років, 58,2 % — особи у віці 18—64 років, 21,8 % — особи у віці 65 років та старші. Медіана віку мешканця становила 48,1 року. На 100 осіб жіночої статі у переписній місцевості припадало 105,7 чоловіків;  на 100 жінок у віці від 18 років та старших — 102,0 чоловіків також старших 18 років.
Середній дохід на одне домашнє господарство  становив 56 026 доларів США (медіана — 50 647), а середній дохід на одну сім'ю — 57 528 доларів (медіана — 51 853). За межею бідності перебувало 27,5 % осіб, у тому числі 21,1 % дітей у віці до 18 років та 15,0 % осіб у віці 65 років та старших.
Цивільне працевлаштоване населення становило 176 осіб. Основні галузі зайнятості: виробництво — 43,8 %, фінанси, страхування та нерухомість — 17,6 %, мистецтво, розваги та відпочинок — 15,3 %, науковці, спеціалісти, менеджери — 13,1 %.